# Regal Academy
A Regal Academy 2016 és 2018 között vetített olasz 2D-s számítógépes animációs fantasy sorozat, melynek alkotója, rendezője és producere Iginio Straffi.
A zeneszerzői Michele Bettali, Stefano Carrara és Fabrizio Castanìa. A tévéfilmsorozat a Rainbow S.r.l. és a Rai Fiction gyártásában készült, forgalmazója a Rainbow S.r.l. A sorozat Olaszországban 2016. május 21-én mutatta be a Rai YoYo. Magyarországon a Nickelodeonon tűzte műsorra 2017. március 15-én.

## Cselekmény
A sorozat főszereplője Rose, Hamupipőke unokája, aki a földről véletlenül Meseországba jut. A rangos Regal Academy nevű iskolába kerül. Rose úgy dönt, hogy beiratkozik a Regal Akadémiára, és megtanulja használni a mágiát, miközben barátaival kalandozik.

## Szereplők
| Szereplő         | Eredeti hang        | Magyar hang     |
| ---------------- | ------------------- | --------------- |
| Rose             | Chiara Francese     | Csifó Dorina    |
| Astoria          | Giulia Tarquini     | Lamboni Anna    |
| Joy              | Emanuela Lonica     | Csuha Borbála   |
| Hawk             | Alex Polidori       | Juhász Levente  |
| Travis           | Manuel Meli         | Berkes Bence    |
| Odetta           | Lin Gothoni         | Dögei Éva       |
| Vicky            | Eleonora Reti       | Gyöngy Zsuzsa   |
| Ruby             | Joy Saltarelli      | Szilágyi Csenge |
| Cyrus            | Emanuele Ruzza      | Szabó Andor     |
| Clara            | N/A                 | Ősi Ildikó      |
| Hamupipőke nagyi | Aurora Cancian      | Győry Franciska |
| Hófehérke nagyi  | Emanuela Baroni     | Andresz Kati    |
| Le Béka nagypapa | Gianni Giuliano     | Forgács Gábor   |
| Ligetszépe       | Alessandra Cassioli | Frajt Edit      |
| Rose apja        | N/A                 | Holl Nándor     |
| Sárkány          | N/A                 | Papucsek Vilmos |
| Szörnyeteg       | Pierluigi Astore    | Faragó András   |

## Évados áttekintés
| Évad | Évad | Epizód | Eredeti sugárzás   | Eredeti sugárzás   | Amerikai sugárzás   | Amerikai sugárzás | Magyar sugárzás   | Magyar sugárzás     |
| Évad | Évad | Epizód | Évadpremier        | Évadfinálé         | Évadpremier         | Évadfinálé        | Évadpremier       | Évadfinálé          |
| ---- | ---- | ------ | ------------------ | ------------------ | ------------------- | ----------------- | ----------------- | ------------------- |
|      | 1    | 26     | 2016. május 21.    | 2016. november 15. | 2016. augusztus 13. | 2017. április 29. | 2017. március 15. | 2017. augusztus 20. |
|      | 2    | 26     | 2017. november 28. | 2018. október 8.   | 2017. november 5.   | 2018. május 27.   | 2018. május 6.    | 2018. szeptember 9. |